# Great Ouseburn
Great Ouseburn is een civil parish in het bestuurlijke gebied Harrogate, in het Engelse graafschap North Yorkshire. In 2011 telde het civil parish 598 inwoners.

## Bronnen

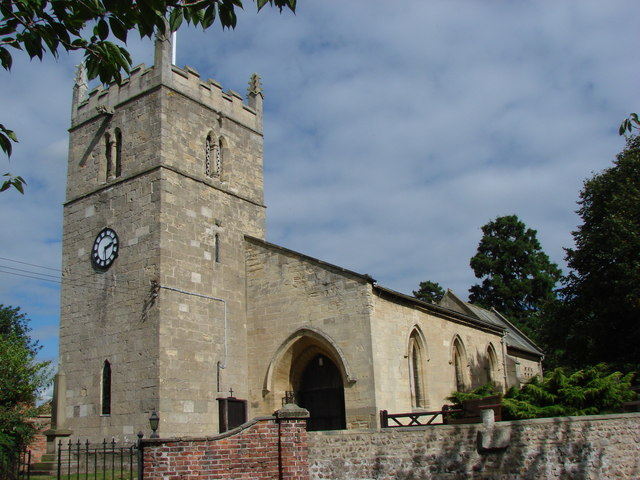
Kerk van St Mary the Virgin